# Bogside

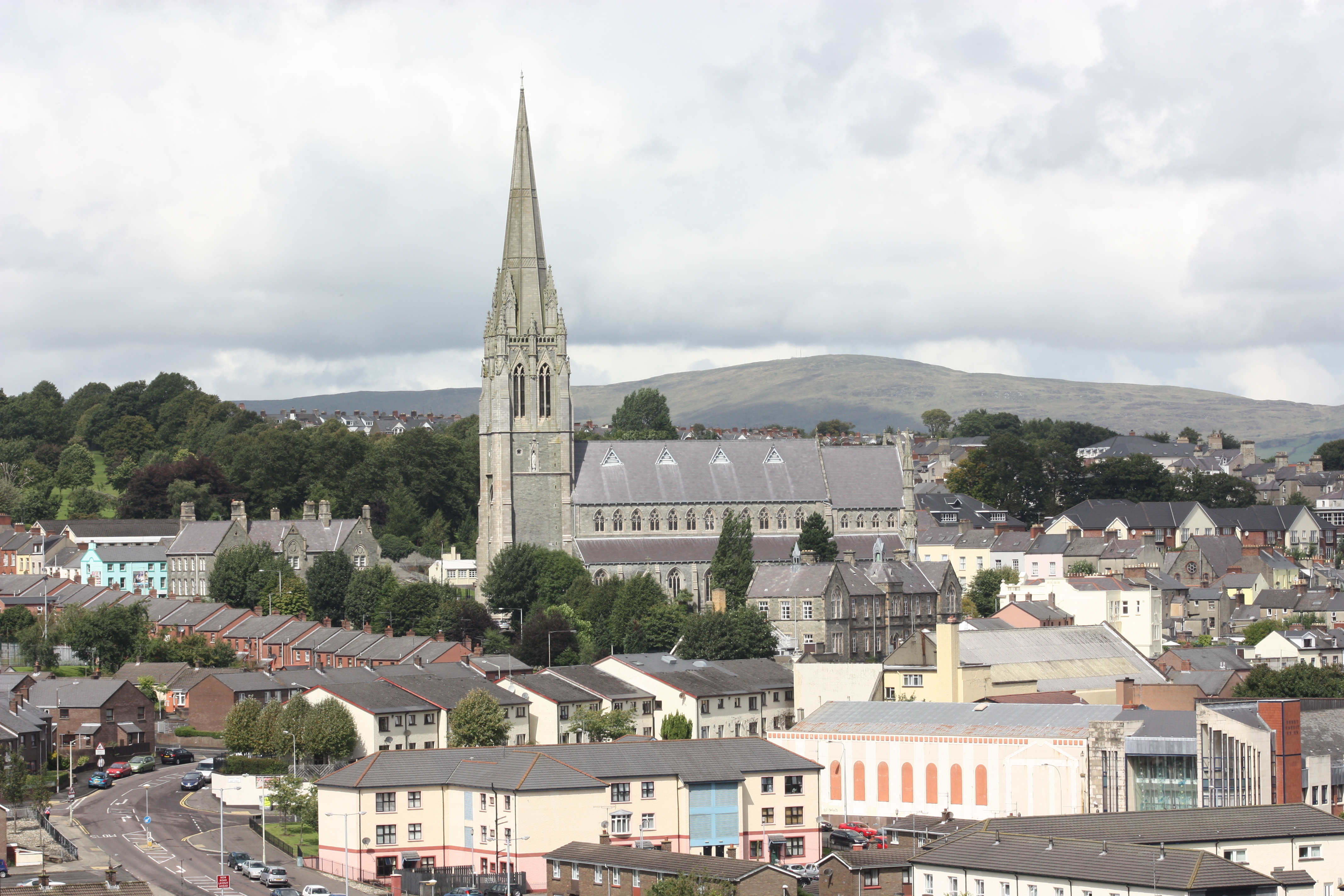
St Eugene's Cathedral, August 2009

Le Bogside (irlandais : Taobh an bhogaigh) est une banlieue de Derry en Irlande du Nord. Bastion catholique républicain, fief de l'IRA, il s'agit d'un lieu important du conflit nord-irlandais. Elle a été le lieu de la Bataille du Bogside en 1969, le quartier s'organisant en enclave autonome sous le nom de Free Derry.
Le 30 janvier 1972, des troupes britanniques ont ouvert le feu en direction d'une marche pacifique dans le quartier, tuant quatorze personnes et en blessant quinze autres, c'est le Bloody Sunday.